# Лидо Кампомарино (Кампобасо)
Лидо Кампомарино је насеље у Италији у округу Кампобасо, региону Молизе.
Према процени из 2011. у насељу је живело 854 становника. Насеље се налази на надморској висини од 3 м.